# DNA Oyj
DNA Oyj är ett telekommunikationsföretag i Finland med över 3 miljoner kunder och en av Finlands största teleoperatörer.. Företaget säljer anslutningar inom IP-telefoni, datakommunikation, Internet, digital-TV (via kabel och antenn) och mobiltelefoni till privatpersoner, företag och organisationer. Företaget har ingen täckning eller verksamhet på Åland.